# Zinaida Greceanîi
Zinaida Greceanîi (Tomszki terület, 1956. február 7. –) moldáv közgazdász, politikus, a Moldovai Köztársaság Szocialistáinak Pártjának a tagja, elnöke és frakcióvezetője, és a Moldovai Köztársaság Kommunistáinak Pártjának korábbi tagja és a Moldovai Köztársaság miniszterelnöke (2008–2009).

## Élete

### Ifjúsága
Családja Moldova Briceni járásából származik, akiket a szovjet rendszer alatt Szibériába, a Tomszki területre deportáltak. Zinaida Greceanîi ott született 1956-ban. A Chișinăui Pénzügyi és Gazdasági Főiskolán, majd a Chișinăui Állami Egyetemen tanult, ahol 1974-ben végzett közgazdászként.

### Politikai pályán
1974–1991 között a Briceni járás különféle pénzügyi hivatalaiban dolgozott. 1991-től 1994-ig a Briceni járási hivatal végrehajtó bizottságának költségvetési részlegét vezette, később járási pénzügyi hivatal helyettes vezetője, ezt követően a járási végrehajtó bizottság helyettes vezetője, majd a járási pénzügyi hivatal megbízott vezetője volt.
1994-től a központi kormányzatban dolgozik. 1994–1996 között a Moldáv Pénzügyminisztérium Költségvetés-elemzési Főosztályának helyettes vezetőjeként dolgozott, majd a minisztérium Költségvetési Igazgatóságának helyi (önkormányzati) költségvetésekkel foglalkozó főosztályát vezette. 1996-tól 2000-ig először a pénzügyminisztériumban a Költségvetés-tervezési Főosztály, majd a Költségvetési Igazgatóság vezetője volt. 2000-ben pénzügyminiszter-helyettessé, 2001-ben első pénzügyminiszter-helyettessé nevezték ki.
2002. február 8-án a Moldovai Köztársaság elnökének rendelete alapján előbb ügyvivő pénzügyminiszterré, majd február 26-án pénzügyminiszterré nevezték ki. A 2005-ös parlamenti bizalmatlansági szavazást követően, április 19-től is megőrizte pénzügyminiszteri posztját Vasile Tarlev második kormányában. 2005. október 10-től első miniszterelnök-helyettesként tevékenykedett. E minőségében a moldovai–orosz kormányközi gazdasági vegyes bizottság moldáv társelnöke volt, és az orosz Gazprom vállalattal folytatott tárgyalásokat is ő vezette moldáv részről. 2005-ben indult a chișinăui polgármesteri posztért is. Mindkét választási fordulóból győztesen került ki, de az alacsony részvétel miatt a választás érvénytelen volt.

### A kormány élén
Vasile Tarlev 2008. március 19-i lemondását követően, március 21-én Vladimir Voronin elnök őt jelölte a Moldovai Köztársaság miniszterelnöki posztjára. Hivatalát a moldovai parlament 2008. március 31-i megerősítő szavazását követően foglalta el. A 101 tagú parlamentben 56 képviselő szavazott bizalmat neki. Június 10-én – az április 5-i parlamenti választásokat követő, ismét kommunista többségű – parlament bizalmat szavazott a régi-új miniszterelnök vezette kormánynak. Öt nappal később az államfő feloszlatta a parlamentet és július 29-én előre hozott választást tartottak. A parlamenti többséget ezúttal megszerző négy volt ellenzéki párt augusztus 8-án megállapodott a koalíciós kormányzásról, és Európai Integrációért elnevezéssel létrehozta szövetségét. Greceanîi az új parlament alakuló ülésén augusztus 28-án benyújtotta lemondását, de ügyvezetőként hivatalban maradt. Hivatalosa szeptember 10-én jelentette be távozását posztjáról, mivel összeegyeztethetetlennek tartotta miniszterelnöki és képviselői tisztségét és csak a parlamentben kívánta folytatni tevékenységét. Az államfő Vitalie Pîrlogot jelölte ki ügyvezetőnek helyére szeptember 14-i hatállyal.

### Elnökválasztás
Az elnökválasztás 2009. május 20-án tartott első, majd június 3-án tartott második fordulója kudarcba fulladt, mivel egyetlen szavazat hiányzott ahhoz, hogy a moldovai parlament őt válassza meg államfőnek. A kommunista párt az áprilisi parlamenti választásokat nagy fölénnyel nyerte meg, de egy mandátummal kevesebbet (61 helyett 60-at) szerzett ahhoz, hogy az államfőválasztásnál szükséges 3%5-ös többséget elérje a 101 tagú törvényhozásban.

## Külső hivatkozások
- Életrajza a Moldovai Köztársaság kormányának honlapján (angolul)